# Meinrad Ospelt (Politiker, 1844)
Meinrad Ospelt (* 10. Dezember 1844 in Vaduz; † 17. Juli 1934 ebenda) war ein liechtensteinischer Politiker (FBP).

## Biografie
Meinrad Ospelt war eines von fünf Kindern von Anton Ospelt (1809–1878) und dessen Frau Salomea (geborene Wachter). Er war Bürger von Vaduz und besuchte die dortige Landesschule. Anschliessend arbeitete er im Baugeschäft seines Vaters in La Chaux-de-Fonds im Schweizer Kanton Neuenburg. 1876 heiratete er Katharina Boss. Aus der Ehe gingen fünf Kinder hervor. Nach der Hochzeit wurde Ospelt als Landwirt tätig und war Inhaber eines Lebensmittelgeschäftes. Von 1876 bis 1879 war er Gemeindekassier von Vaduz. Von 1882 bis 1885 gehörte er dem Gemeinderat von Vaduz an. Danach bekleidete er von 1885 bis 1888 das Amt des Bürgermeisters von Vaduz. Bereits sein Vater hatte diese Funktion, damals noch als Ortsrichter, von 1850 bis 1857 ausgeübt. Von 1894 bis 1903 gehörte Ospelt erneut dem Gemeinderat von Vaduz an.
Ospelt war von 1886 bis 1894 sowie von 1898 bis 1918 Abgeordneter im Landtag des Fürstentums Liechtenstein. Hierbei zählte er ab 1902 zu den vom Fürsten ernannten Abgeordneten. Von 1916 bis 1918 fungierte er als Landtagsvizepräsident. Neben seiner Abgeordnetentätigkeit war er von 1890 bis 1907 Mitglied des Landesschulrats, von 1891 bis 1919 Laienrichter am Landgericht und von 1892 bis 1918 Landrat. Von 1898 bis 1917 war er Redakteur des Liechtensteiner Volksblatts. Von 1916 bis 1925 war er Vermittler in Vaduz. 1918 zählte er zu den Gründern der Fortschrittlichen Bürgerpartei. Des Weiteren war er Mitglied des Vorstandes des liechtensteinischen Viehversicherungsvereins und von 1923 bis 1928 Vizepräsident des Verwaltungsrats der Sparkasse.